# Dialektikê. Cahiers de typologie analytique
La revista Dialektikê. Cahiers de typologie analytique va ser una revista científica d'arqueologia prehistòrica publicada de 1973 a 1987. Editada pel Centre de palethnographie stratigraphique d'Arudy i dirigida per Georges Laplace, va ser precedida per la publicació, l'any 1972, del fascicle únic del periòdic titulat Cahiers de typologie analytique (ISSN 1147-114X).
Els articles es van publicar com a resultat dels « Seminaris internacionals de tipologia » organitzats cada any a Arudy, concernien principalment l'arqueologia prehistòrica, els seus mètodes (en particular l'ús de mètodes estadístics) i la seva teoria, amb una atenció particular a l'anàlisi tipològica de les indústries lítiques. Altres articles tractaven temes relatius a la geologia, la climatologia, la informàtica, la lingüística (semàntica o lingüística històrica).
La revista, amb una tirada de pocs exemplars, s'ha digitalitzat l'any 2019 i d'ara endavant està disponible en línia a les plataformes Zenodo i Archive.org.